# Vida/Perra
Vida/Perra és una pel·lícula espanyola en format de monòleg dirigida per Javier Aguirre Fernández i estrenada el 1982, amb guió escrit per ell basat en la novel·la La vida perra de Juanita Narboni d'Ángel Vázquez Molina. Es tracta d'una aposta arriscada a mig camí entre l'al·legat sociològic i la introspecció psicoanalítica de la solitud.

## Sinopsi
Es tracta d'una pel·lícula amb un sol actor i protagonista. Juanita, una soltera de províncies fa un repàs de la seva vida on es mostren tots els seus fantasmes.

## Premis
Fotogramas de Plata 1982
| Categoria               | Persona       | Resultat  |
| ----------------------- | ------------- | --------- |
| Millor actriu de cinema | Esperanza Roy | Guanyador |